# Neve Dekalim
Neve Dekalim (em hebraico:  נְוֵה דְּקָלִים) (lit. "Oasis of Palms")  foi uma colônia israelense na Faixa de Gaza.
Foi fundada em 1983 depois da retirada israelense da Península de Sinai. Foi evacuado em 2005 como parte do plano de retirada unilateral de Israel.
A população do local consistia em 520 famílias (2.600 pessoas), principalmente judeus ortodoxos.